# Pèlerinage Notre-Dame de Chrétienté
Pour les articles homonymes, voir Pèlerinage de Chartres et Chrétienté.
Le pèlerinage Notre-Dame de Chrétienté, couramment appelé pèlerinage de Chartres, est un pèlerinage catholique traditionaliste entre Notre-Dame de Paris et Notre-Dame de Chartres qui se déroule tous les ans durant le week-end de la Pentecôte. Fondé en 1983 par le centre Charlier, il est organisé depuis 1994 par l'association Notre-Dame de Chrétienté et réunit chaque année plusieurs milliers de pèlerins.

## Historique

### Les origines: Czestochowa et le centre Charlier (1983-1993)

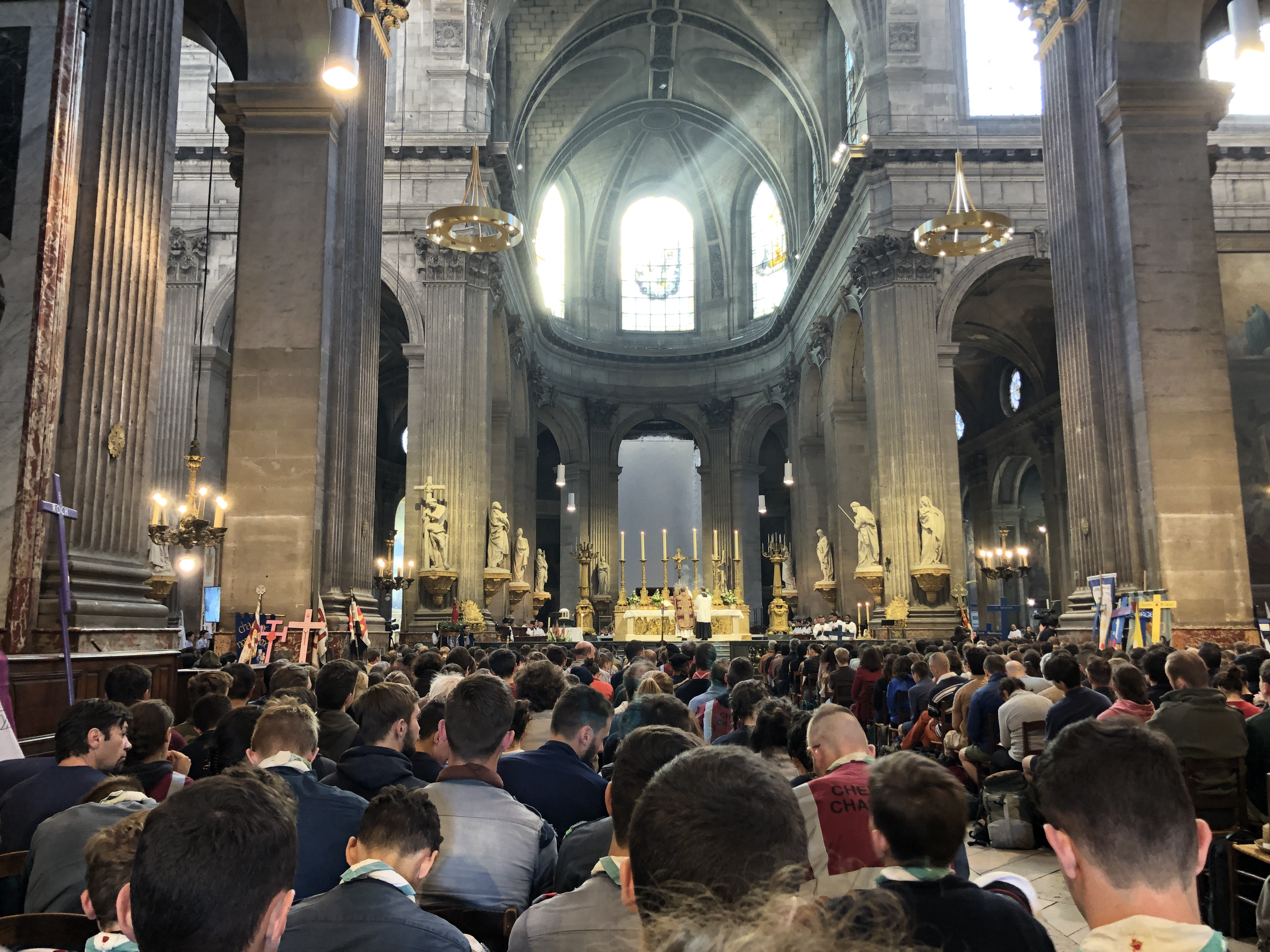
Messe de départ à l'église Saint-Sulpice de Paris lors du pèlerinage de 2023.

Le Centre Henri-et-André-Charlier et ses premières universités d'été sont créés dans les années 1979-1980, à Fanjeaux, avec l'aide et sous la protection de mère Anne-Marie Simoulin, supérieure générale des Dominicaines enseignantes du Saint-Nom de Jésus. Pour les membres du nouveau Centre Charlier, cette fondation est l'occasion, en 1980, d'un pèlerinage à Mesnil-Saint-Loup, sur la tombe du père Emmanuel. C'est lors de ce pèlerinage que l'idée est lancée, par Max Champoiseau et Rémi Fontaine, d'organiser un pèlerinage à pied entre Paris et Chartres, sur le modèle du pèlerinage national de Czestochowa, en Pologne, s'appuyant sur plusieurs références historiques et catholiques qui les ont précédés sur ce chemin :
- D'abord, tous les rois de France qui, au moins de saint Louis à Louis XIV, prirent le manteau afin d'aller prier auprès du voile de la Vierge porté lors de la Visitation, don du roi Charles II le Chauve ;
- Puis surtout, Charles Péguy, le premier initiateur moderne du pèlerinage qui, outre le vœu pour son fils malade, pria la Sainte Vierge Marie, en 1912 afin qu'elle prenne, sous sa protection, les âmes des enfants morts et non baptisés ;
- Enfin, le pèlerinage estudiantin amorcé en 1935, pris en main en 1936 par l'abbé Basset. Déporté, ce dernier mourut en camp de concentration. Le père dominicain Faidherbe prit donc sa suite, après la Libération, et relança l'entreprise en 1945. Au même moment, le père Maxime Charles, créateur du Centre Richelieu, pensait à une autre organisation du pèlerinage ; à savoir en chapitres homogènes au lieu d'un simple agrégat de fidèles. C'est cette organisation qui prima finalement avant l'essouflement de ce pèlerinage dans les années 60[4] ; organisation reprise lors de la création du Pèlerinage de Chrétienté[5].

Activement soutenues par Gérard Calvet (dit dom Gérard), les personnalités du Centre Henri-et-André-Charlier mettent en place le projet, placé sous le patronage de Notre-Dame de la Sainte-Espérance. Le premier pèlerinage a lieu à la Pentecôte 1983,. Les premières années, à l'exception de 1985, la messe de clôture est célébrée à l'extérieur de la cathédrale, l'évêque de Chartres, Michel Kuehn, refusant qu'une messe en rite traditionnel soit célébrée à l'intérieur.

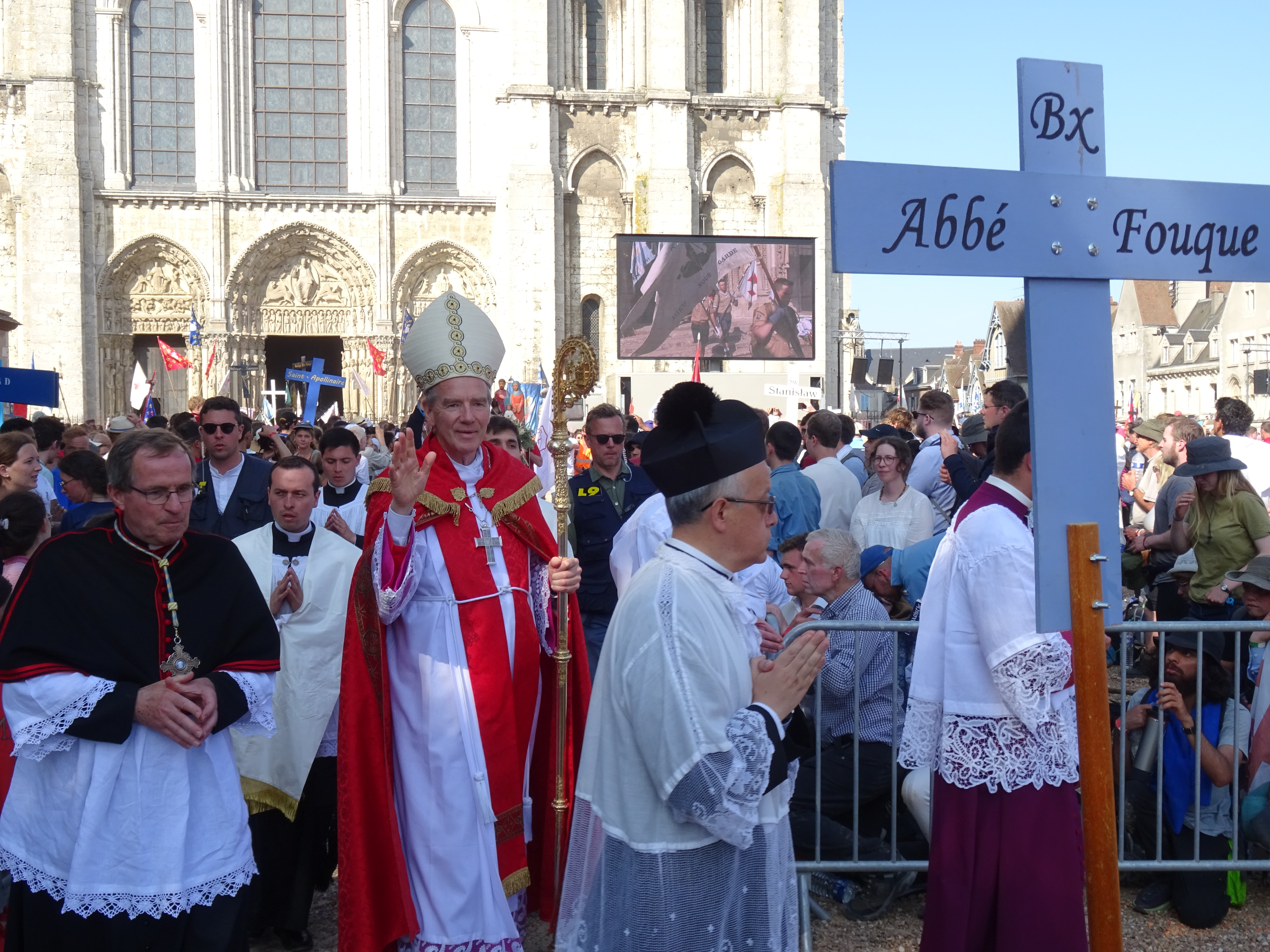
Philippe Christory, évêque de Chartres, à la procession de sortie à Chartres, le 29 mai 2023.

En 1989, l'affaire des sacres provoque une scission au sein du pèlerinage et la naissance d'un nouveau mouvement fidèle à Marcel Lefebvre : « Renaissance catholique ». Celui-ci organise son propre pèlerinage le week-end précédent, qui se transformera en trajet inverse Chartres-Paris par la suite. La même année, à la suite du motu proprio Ecclesia Dei, la messe de clôture est autorisée à l'intérieur de la cathédrale.
Deux ans plus tard, en 1991, le pèlerinage prend une certaine autonomie vis-à-vis du centre Charlier avec la création de l'association « Pèlerinage de Chrétienté » présidée par François-Xavier Guillaume.

### Notre-Dame de Chrétienté (depuis 1994)

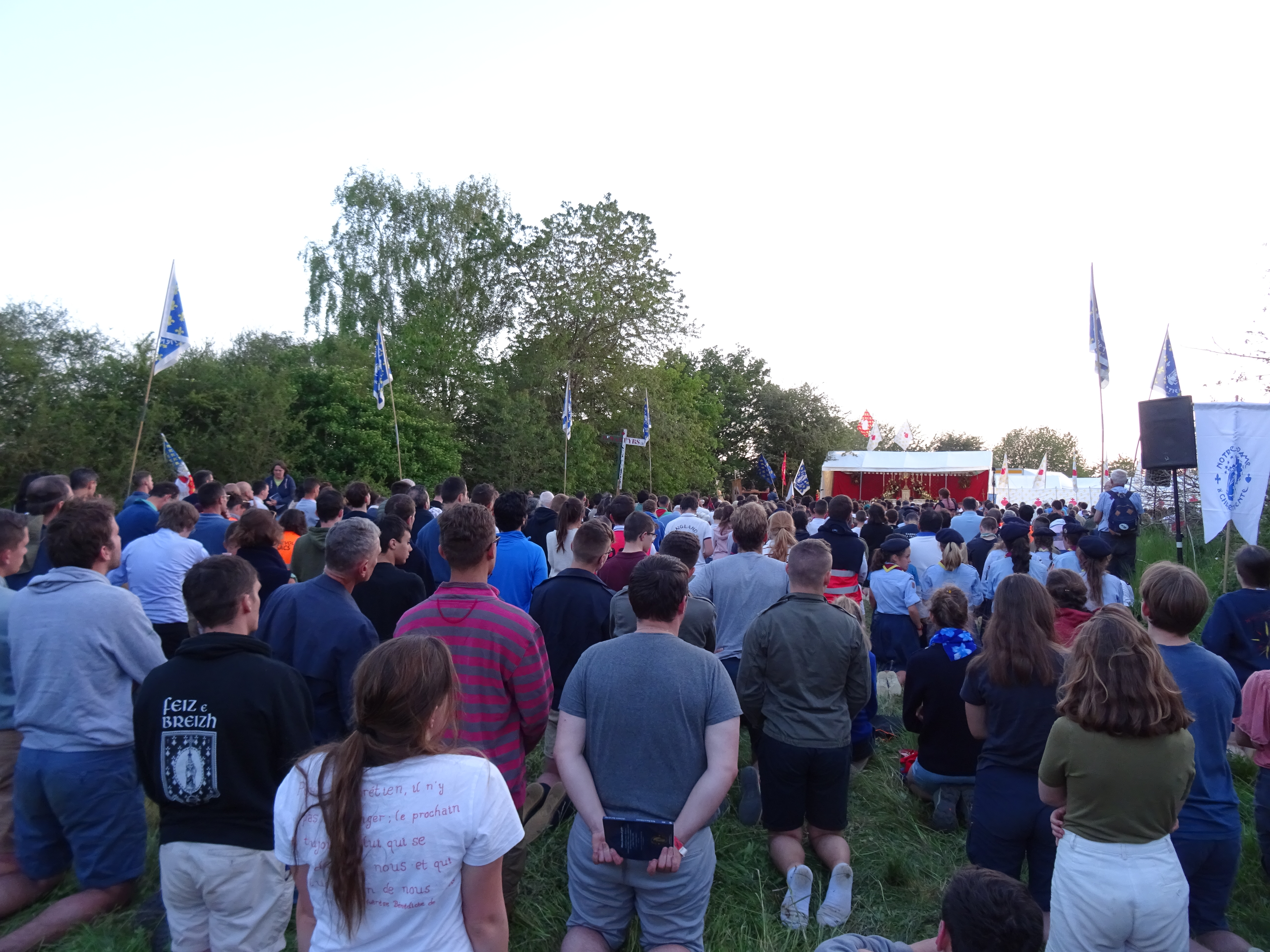
Adoration eucharistique en présence de l'évêque de Chartres, le dimanche 28 mai 2023.

Celle-ci est remplacée en décembre 1993, par l'association « Notre-Dame de Chrétienté », qui devient indépendante du centre Charlier pour permettre à chacune des associations de se consacrer à ses objectifs propres.

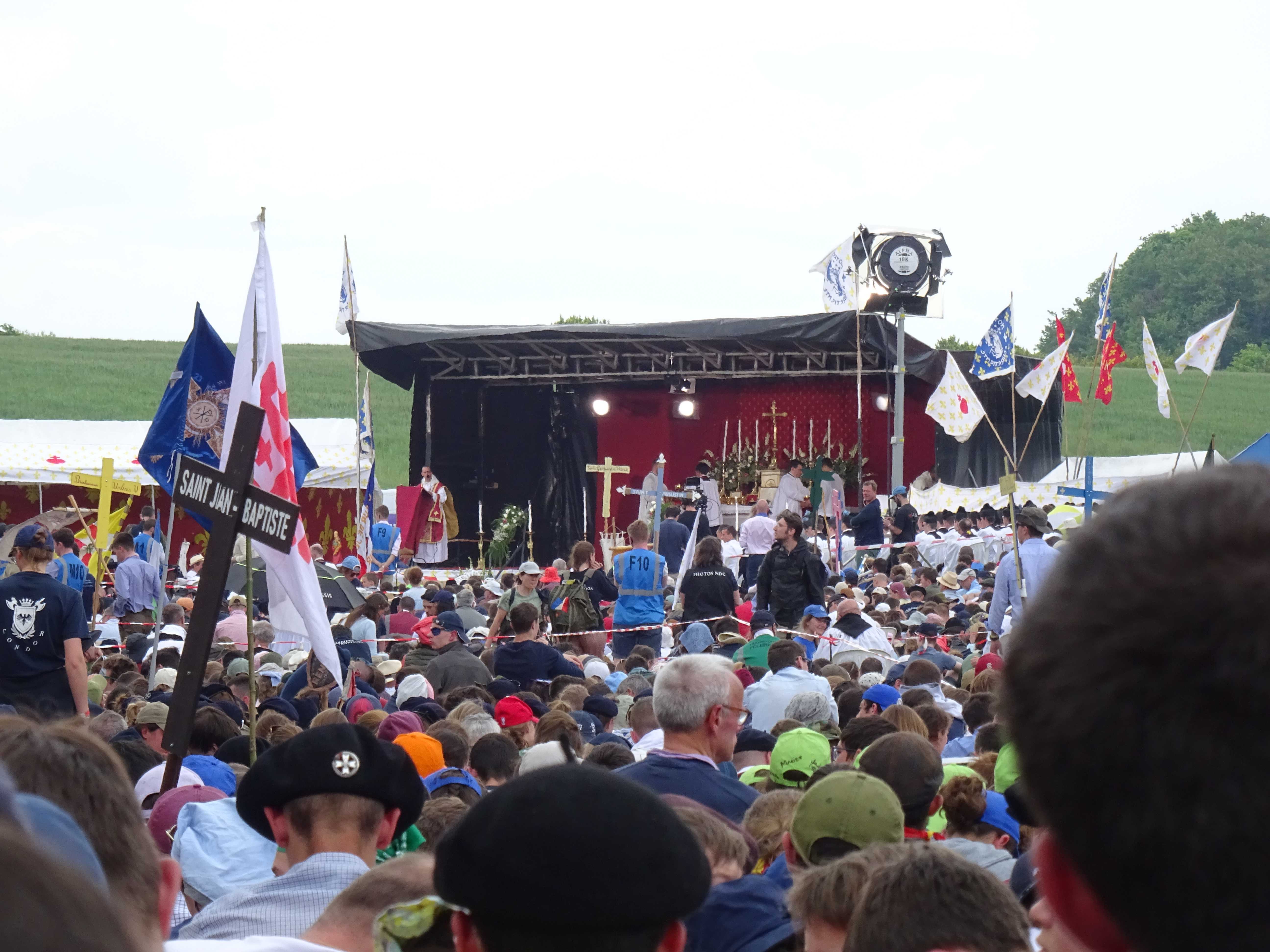
Grand-messe du dimanche du Pentecôte célébrée pour l'ensemble des pèlerins au lieu-dit Les Courlis près de Rambouillet.

Il connaît un certain succès dès le début des années 1990, réunissant autour d'une dizaine de milliers de pèlerins chaque année. La moyenne d'âge était de 21 ans en 2010, avec environ 800 pèlerins étrangers.
À la Pentecôte 2007, pour les 25 ans du pèlerinage et à la suite des annonces successives d'un motu proprio sur la forme tridentine du rite romain, il y a eu près de dix mille pèlerins présents à Chartres le 28 mai, malgré des conditions météorologiques difficiles. En 2011, l'abbé Coiffet est nommé aumônier général de l’association. Grand admirateur de saint Jean Bosco, il est particulièrement proche des jeunes et des scouts, et fait ainsi passer le nombre d'enfants pèlerins de quelques dizaines à plus d’un millier. À son décès, il est remplacé par l'abbé Alexis Garnier, de la Fraternité sacerdotale Saint-Pierre.
Des « chapitres » différents sont proposés aux familles, aux enfants, aux adolescents (les « pastoureaux »), ou aux personnes en situation de handicap, afin de proposer un pèlerinage plus adapté.
L'organisation est assurée par 800 bénévoles. Le retour à Paris se fait en train.
À la suite de l'incendie de la cathédrale Notre-Dame de Paris survenu le 15 avril 2019, le pèlerinage part à partir de l'édition 2019 de l'église Saint-Sulpice de Paris.
En 2020 et 2021, en raison de l'épidémie de Covid-19, le pèlerinage ne peut avoir lieu dans sa forme habituelle. Des pèlerinages locaux se mettent alors en place dans les régions.
En 2022, le pèlerinage est perturbé en raison des intempéries mais peut tout de même continuer.
En janvier 2025, le dicastère pour le culte divin et la discipline des sacrements envisage d’interdire la célébration de la messe de clôture dans la cathédrale de Chartres, en application du motu proprio Traditionis custodes qui restreint l'usage du rite tridentin,.

## Liste des pèlerinages
| Édition | Année | Thème                                               | Célébrant de la messe de clôture | Nombre de participants                               | Notes |
| ------- | ----- | --------------------------------------------------- | --- | ---------------------------------------------------- | --- |
| 1       | 1983  | Pour le renouveau de la jeunesse de France          | | 3 000 à la messe de clôture                          | Messe de clôture célébrée sous le portail nord de la cathédrale de Chartres, Michel Kuehn, évêque du lieu, ayant refusé sa célébration à l'intérieur. |
| 2       | 1984  | Pour la rédemption de la France                     | | 2 500 marcheurs, 3 000 à 5 000 à la messe de clôture | Messe de clôture célébrée sous le portail nord de la cathédrale de Chartres. |
| 3       | 1985  | La famille, avenir de la Chrétienté                 | Bernard Lecareux (supérieur de la Fraternité de la Transfiguration)                                                                               | 7 000 à 8 000 à la messe de clôture                  | Création du chapitre enfants. Messe de clôture célébrée pour la première fois dans la cathédrale de Chartres avec une homélie de Gérard Calvet, abbé de l'abbaye Sainte-Madeleine du Barroux. |
| 4       | 1986  | Avec Notre-Dame                                     | | 10 000 à la messe de clôture                         | Messe de clôture célébrée dans les jardins de l'évêché, au chevet de la cathédrale. |
| 5       | 1987  | Demain la Chrétienté                                | | 8 000 à 13 000 à la messe de clôture,                | Messe de clôture célébrée dans les jardins de l'évêché, au chevet de la cathédrale. |
| 6       | 1988  | Notre-Dame de Fatima - Espérance du Monde           | | 12 000 à 15 000 à la messe de clôture,               | Messe de clôture célébrée sur le parvis de la cathédrale. |
| 7       | 1989  | Pèlerinage du cœur et de la Croix                   | Antoine Forgeot (abbé de l'abbaye Notre-Dame de Fontgombault)                                                                                     | 6 000 à 7 000                                        | Scission causée par l'affaire des sacres : la Fraternité sacerdotale Saint-Pie-X organise son propre pèlerinage le week-end précédant. Messe de clôture célébrée dans la cathédrale de Chartres. |
| 8       | 1990  | Vers Notre-Dame de l'Europe de la Foi               | Gérard Calvet (abbé de l'abbaye Sainte-Madeleine du Barroux)                                                                                      | 7 000 à la messe de clôture                          | Messe de clôture célébrée dans la cathédrale de Chartres. |
| 9       | 1991  | Le Christ, notre liberté                            | Paul Augustin Mayer (président de la Commission pontificale « Ecclesia Dei »)                                                                     | 8 000 à la messe de clôture                          | Présence de l'évêque de Chartres Jacques Perrier à la messe de clôture célébrée dans la cathédrale. |
| 10      | 1992  | Dieu premier servi                                  | Jacques Perrier (évêque de Chartres) |                                                      | Présence du nonce apostolique Lorenzo Antonetti à la messe de clôture. |
| 11      | 1993  | Pour que France, pour que Chrétienté continue       | François Pozzetto (aumônier général du pèlerinage de Chrétienté)                                                                                  | 8 500 pèlerins inscrits                              | |
| 12      | 1994  | France, Fille aînée de l'Église                     | Elvin Pereira (membre du Chapitre de Saint-Pierre de Rome)                                                                                        |                                                      | Présence de l'évêque de Chartres Jacques Perrier à la messe de clôture |
| 13      | 1995  | France, éducatrice des peuples                      | François Pozzetto en remplacement de Jean-Baptiste Brunon (évêque émérite de Tulle)                                                               | Plus de 12 000 à la messe de clôture                 | |
| 14      | 1996  | France, es-tu fidèle aux promesses de ton baptême ? | Gérard Calvet (abbé de l'abbaye Sainte-Madeleine du Barroux)                                                                                      | 9 300 pèlerins inscrits                              | |
| 15      | 1997  | Jésus-Christ, salut des nations                     | Angelo Felici (président de la Commission pontificale « Ecclesia Dei »)                                                                           |                                                      | Présence du nonce apostolique Mario Tagliaferri à la messe de clôture |
| 16      | 1998  | Esprit-Saint, Dieu de Force et de Sagesse           | Guy Gérentet de Saluneaux en remplacement de Jorge Medina Estévez (préfet de la Congrégation pour le culte divin et la discipline des sacrements) | Plus de 9 800 pèlerins inscrits                      | |
| 17      | 1999  | Que votre règne arrive                              | Paul-Marie Guillaume (évêque de Saint-Dié) | 8 300 pèlerins inscrits                              | |
| 18      | 2000  | La messe, cœur de la Chrétienté                     | Juan Rodolfo Laise (évêque de San Luis en Argentine)                                                                                              | 6 500 pèlerins inscrits                              | En raison du jubilé de l'an 2000, le pèlerinage n'a exceptionnellement pas lieu le week-end de la Pentecôte, mais durant le pont du 8 mai. Création des premiers chapitres de pèlerins non-marcheurs. Présence de Chucrallah Harb, évêque émérite de Jounieh (Liban), Eugenijus Bartulis (lt), évêque de Šiauliai (Lituanie) et Maixent Coly, évêque de Ziguinchor (Sénégal), à la messe de clôture. |
| 19      | 2001  | Chrétienté, source de vie                           | Darío Castrillón Hoyos (cardinal-diacre de SS. Nome di Maria al Foro Traiano)                                                                     | 7 600 pèlerins inscrits                              | Création des chapitres familles et pastoureaux. |
| 20      | 2002  | Chrétienté, chemin de sainteté                      | Wladimir de Saint-Jean (supérieur des Chanoines Réguliers de la Mère de Dieu)                                                                     | 7 600 pèlerins inscrits                              | |
| 21      | 2003  | Chrétienté, vocation de la France                   | André Fort (évêque d'Orléans) | 7 000 pèlerins inscrits                              | |
| 22      | 2004  | Un seul Seigneur, une seule foi, un seul baptême    | Maurice Gaidon (évêque émérite de Cahors) | 7 800 pèlerins inscrits                              | |
| 23      | 2005  | Notre-Dame, rempart de la chrétienté                | Louis-Marie de Geyer d'Orth (abbé de l'abbaye Sainte-Madeleine du Barroux)                                                                        | 6 500 pèlerins inscrits                              | |
| 24      | 2006  | Aimer, c'est tout donner                            | Philippe Breton (évêque d'Aire et de Dax) |                                                      | |
| 25      | 2007  | Les marcheurs de Dieu                               | François Pozzetto (aumônier général du pèlerinage de Chrétienté)                                                                                  | 7 400 pèlerins inscrits                              | |
| 26      | 2008  | Chez nous, soyez Reine                              | Louis-Marie de Blignières (supérieur de la Fraternité Saint Vincent Ferrier )                                                                     | 7 000 pèlerins inscrits                              | |
| 27      | 2009  | Que votre règne arrive                              | Dominique Aubert (recteur et chanoine titulaire de la cathédrale Notre-Dame de Chartres)                                                          |                                                      | Homélie de la messe de clôture prêchée par Michel Pansard, évêque de Chartres. |
| 28      | 2010  | L'Église est notre Mère                             | Gilles Wach (en) (prieur général de l'Institut du Christ-Roi Souverain Prêtre)                                                                    | 8 000                                                | Salut du Saint-Sacrement du dimanche soir présidé par le cardinal André Vingt-Trois, archevêque de Paris et président de la Conférence des évêques de France,. |
| 29      | 2011  | L'Évangile de la vie                                | Nicolas Brouwet (évêque auxiliaire de Nanterre)                                                                                                   |                                                      | |
| 30      | 2012  | Famille, berceau de la Chrétienté                   | John Berg (supérieur général de la Fraternité sacerdotale Saint-Pierre)                                                                           | 6 000 à 10 000                                       | |
| 31      | 2013  | Éducation, chemin de sainteté                       | Éric Aumonier (évêque de Versailles) |                                                      | |
| 32      | 2014  | Au commencement, Dieu créa le Ciel et la terre      | Marc Aillet (évêque de Bayonne) | 10 000 pèlerins marcheurs                            | |
| 33      | 2015  | Jésus-Christ sauveur du monde                       | Emmanuel-Marie de Saint-Jean (abbé de l'abbaye Sainte-Marie de Lagrasse)                                                                          |                                                      | |
| 34      | 2016  | Venez, Esprit-Saint                                 | Jean Pateau (abbé de l'abbaye Notre-Dame de Fontgombault)                                                                                         | 11 000                                               | |
| 35      | 2017  | Sainte Marie, Mère de Dieu                          | Raymond Burke (cardinal-prêtre de Sant’Agata de’Goti)                                                                                             | 12 000                                               | |
| 36      | 2018  | Saint Joseph, Père et serviteur                     | Robert Sarah (cardinal-diacre de S. Giovanni Bosco in via Tuscolana)                                                                              | 12 000 à 13 000                                      | |
| 37      | 2019  | La paix du Christ par le règne du Christ            | André Léonard (archevêque émérite de Malines-Bruxelles)                                                                                           | 13 000 à 14 000,                                     | |
| 38      | 2020  | Saints anges, protégez-nous dans les combats !      | Patrick Descourtieux (recteur de l'église et abbaye de la Trinité-des-Monts)                                                                      |                                                      | En raison de la pandémie de Covid-19, le pèlerinage n'a lieu que de manière virtuelle et la messe de clôture n'est pas célébrée en la cathédrale Notre-Dame de Chartres comme habituellement, mais en la basilique Saint-Pierre de Rome et retransmise sur les réseaux sociaux. |
| 39      | 2021  | Je suis la Voie, la Vérité, la Vie                  | Dominique Rey (évêque de Fréjus-Toulon) |                                                      | Comme l'année précédente, les contraintes sanitaires empêchent la tenue du pèlerinage sous sa forme habituelle. Il est remplacé par plus de 300 pèlerinages locaux dans le monde entier qui mobilisent plus de 11 000 pèlerins. |
| 40      | 2022  | Sacré-Cœur, espoir et salut des nations             | Andrzej Komorowski (supérieur général de la Fraternité sacerdotale Saint-Pierre)                                                                  | Plus de 15 000                                       | |
| 41      | 2023  | L'Eucharistie, salut des âmes                       | Thomas Gullickson (nonce apostolique émérite en Suisse et au Liechtenstein)                                                                       | Plus de 16 000                                       | Confrontés à un nombre record d'inscriptions, les organisateurs sont contraints de fermer celles-ci dix jours avant le pèlerinage. |
| 42      | 2024  | Je veux voir Dieu                                   | Gerhard Müller (cardinal-diacre de Sainte-Agnès-en-Agone)                                                                                         | Près de 18 000                                       | Le dimanche de Pentecôte, pour la première fois en France depuis la réforme liturgique de 1969, une grand-messe dans la forme tridentine du rite romain en latin, est diffusée par une chaîne de télévision d'envergure nationale, CNews, dans son émission dominicale En quête d'esprit,. |
| 43      | 2025  | Pour qu'il règne, sur la terre comme au ciel        | Jean de Massia (aumônier général du pèlerinage de Chrétienté)                                                                                     | Près de 19 000,                                      | La messe de Pentecôte est célébrée par Athanasius Schneider, évêque auxiliaire d'Astana, au Kazakhstan ; et à nouveau retransmise sur CNews. |

## Organisation

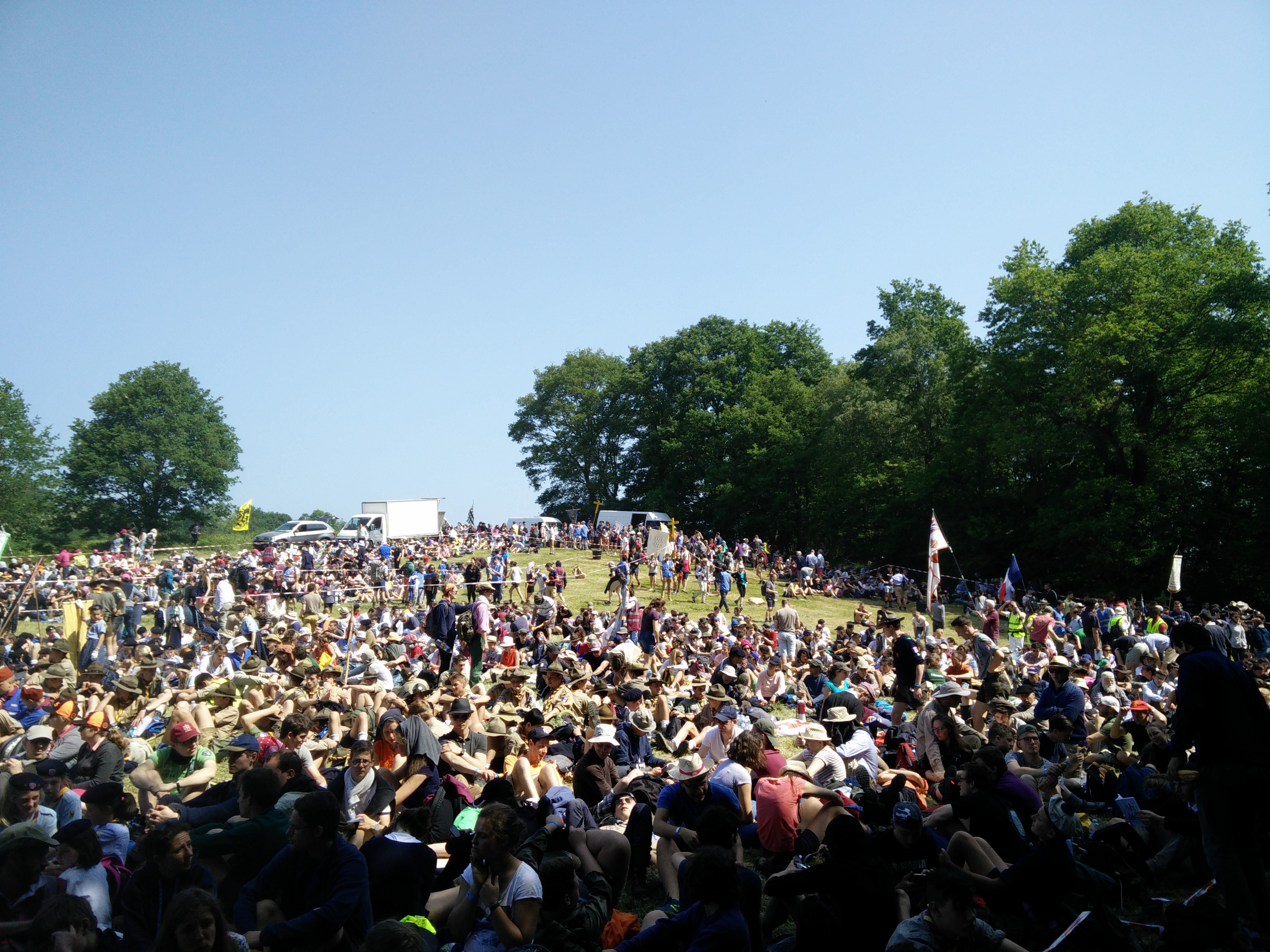
Halte pour la messe lors du pèlerinage de 2018.

### Chapitres
Les pèlerins sont répartis par groupes d'une quarantaine personnes appelés « chapitres »,. Chaque chapitre porte le nom d'une personnalité catholique (saint ou bienheureux pour la plupart) et est rattaché à une région en fonction du lieu de rattachement de celui-ci (paroisse, groupe scout, association, etc.),.

### Routes
Quatre routes sont proposées aux pèlerins en fonction de leur âge,,. Les chapitres adultes marchent l'intégralité des cent kilomètres entre Paris et Chartres, tandis que les autres ont un itinéraire adapté avec des parties de trajet effectuées en autocar.
|                            | Route des adultes         | Route des familles        | Route des pastoureaux     | Route des enfants         |
| -------------------------- | ------------------------- | ------------------------- | ------------------------- | ------------------------- |
| Public                     | Plus de 16 ans            | Tous les âges en famille  | De 13 à 16 ans            | De 6 à 12 ans             |
| Distance parcourue         | 30-35 kilomètres par jour | 15-20 kilomètres par jour | 20-25 kilomètres par jour | 15-20 kilomètres par jour |
| Nombre de chapitres (2023) | 210                       | 58                        | 11                        | 34                        |

### Soutiens
L'organisation et l'encadrement du pèlerinage nécessitent une importante organisation assurée par une équipe de près de 1 000 bénévoles, répartis en quatre pôles :
- Clergé-cérémonies : chargé de la préparation des cérémonies religieuses (montage, décoration et fleurissement de l'autel, chorale) et de l'accueil du clergé (restauration, transport, hébergement).
- Santé : médecins et infirmiers intervenant en complément du dispositif de l'Ordre de Malte[79].
- Service d'ordre : chargé de l'accompagnement et de la mise en sécurité des pèlerins entre les deux cathédrales (circulation, itinéraires, haltes, sûreté, transport des pèlerins, etc.)
- Logistique : chargé de l'aménagement des bivouacs (électricité, tentes, toilettes et lavabos), du ravitaillement en nourriture et en eau, ainsi que du transport des sacs et du matériel.

## Déroulement

### Samedi
Les pèlerins se rassemblent aux aurores sur le parvis de Notre-Dame de Paris (remplacé par la place Saint-Sulpice le temps des travaux de restauration de la cathédrale). Ils déposent leurs sacs et rejoignent leur chapitre avant de pénétrer dans la cathédrale pour, suivant les années, la messe ou la prière de départ.
Ils marchent ensuite toute la journée, ne s'arrêtant que pour de courtes haltes (Parc Henri-Sellier, Centre équestre la Lisière, commune de Saint-Aubin), pause déjeuner (Amblainvilliers, commune d'Igny), et une messe en plein air (si celle-ci n'a pas eu lieu dans la cathédrale).
En début de soirée, ils atteignent le bivouac situé dans la commune de Choisel (Yvelines),, où, après avoir monté leur tente et s'être restaurés, ils peuvent participer à une veillée scoute avant d'aller se coucher.

### Dimanche
De nouveau réveillés aux aurores, les pèlerins marchent une bonne partie de la matinée avant d'assister à la grand-messe de la Pentecôte célébrée en plein air dans la prairie des Courlis.
Après un déjeuner pris sur place, ils marchent tout l'après-midi avec deux courtes haltes (Batonceau, commune de Gazeran, Émancé) afin de rejoindre le bivouac de Gas. Là, après s'être installés, ils peuvent participer à une adoration du Saint-Sacrement qui se déroule une grande partie de la nuit.

### Lundi
Après avoir levé le camp, les pèlerins marchent une partie de la journée pour atteindre en début d'après-midi, la cathédrale de Chartres, but de leur pèlerinage. Ils y assistent à la messe du lundi de Pentecôte, souvent célébrée par un prélat invité.
À l'issue, ils récupèrent leurs sacs et rentrent chez eux par leurs propres moyens ou par un des trains à destination de Paris affrétés par l'organisation du pèlerinage.

## Rayonnement international
Le pèlerinage attire un nombre non négligeable de pèlerins venus de l'étranger (1 400 en 2023) dont certains ont reproduit le modèle dans leur pays, :
- Argentine : pèlerinage « Nuestra Señora de la Cristiandad » entre Rawson et Notre-Dame de Luján, fondé en 2010[86],[87].
- Espagne : pèlerinage « Nuestra Señora de la Cristiandad » entre Oviedo et le sanctuaire de Covadonga, organisé chaque année depuis 2020[88],[89].
- États-Unis : « Three Hearts Pilgrimage » vers l'abbaye Notre-Dame-de-l'Annonciation de Clear Creek dans l'Oklahoma également fondé en 2020[90],[91].

## Association Notre-Dame de Chrétienté

### Histoire
Depuis 1994, l'organisation du pèlerinage est assurée par l'association Notre-Dame de Chrétienté qui succède à celle Pèlerinage de Chrétienté.
Elle a pour objet principal de promouvoir « l'esprit de Chrétienté, » et revendique trois piliers : Chrétienté, Tradition et Mission. Dans ce but, en plus du pèlerinage, l'association organise des sessions de formation et participe à divers évènements « pour la défense de la vie et la promotion de la nouvelle évangélisation ».
Notre-Dame de Chrétienté publie un bulletin mensuel intitulé « L'Appel de Chartres », diffusé en version papier jusqu'en 2015, puis en version électronique uniquement.

### Présidents
- 1993-1999 : Pierre Vaquié[12]
- 1999-2007 : Hubert de Gestas[36]
- 2007-2009 : Olivier de Durat[98],[99]
- 2009-2012 : Hervé Rolland[46]
- 2012-2025 : Jean de Tauriers[100],[101]
- Depuis 2025 : Philippe Darantière[102]

### Aumôniers généraux
- 1993-2007 : François Pozzetto[103],[99]
- 2007-2011 : Guilhem Le Coq
- 2011-2015 : Denis Coiffet[104]
- 2015-2022 : Alexis Garnier[105]
- Depuis 2022 : Jean de Massia[78],[105]

## Mouvement dissident

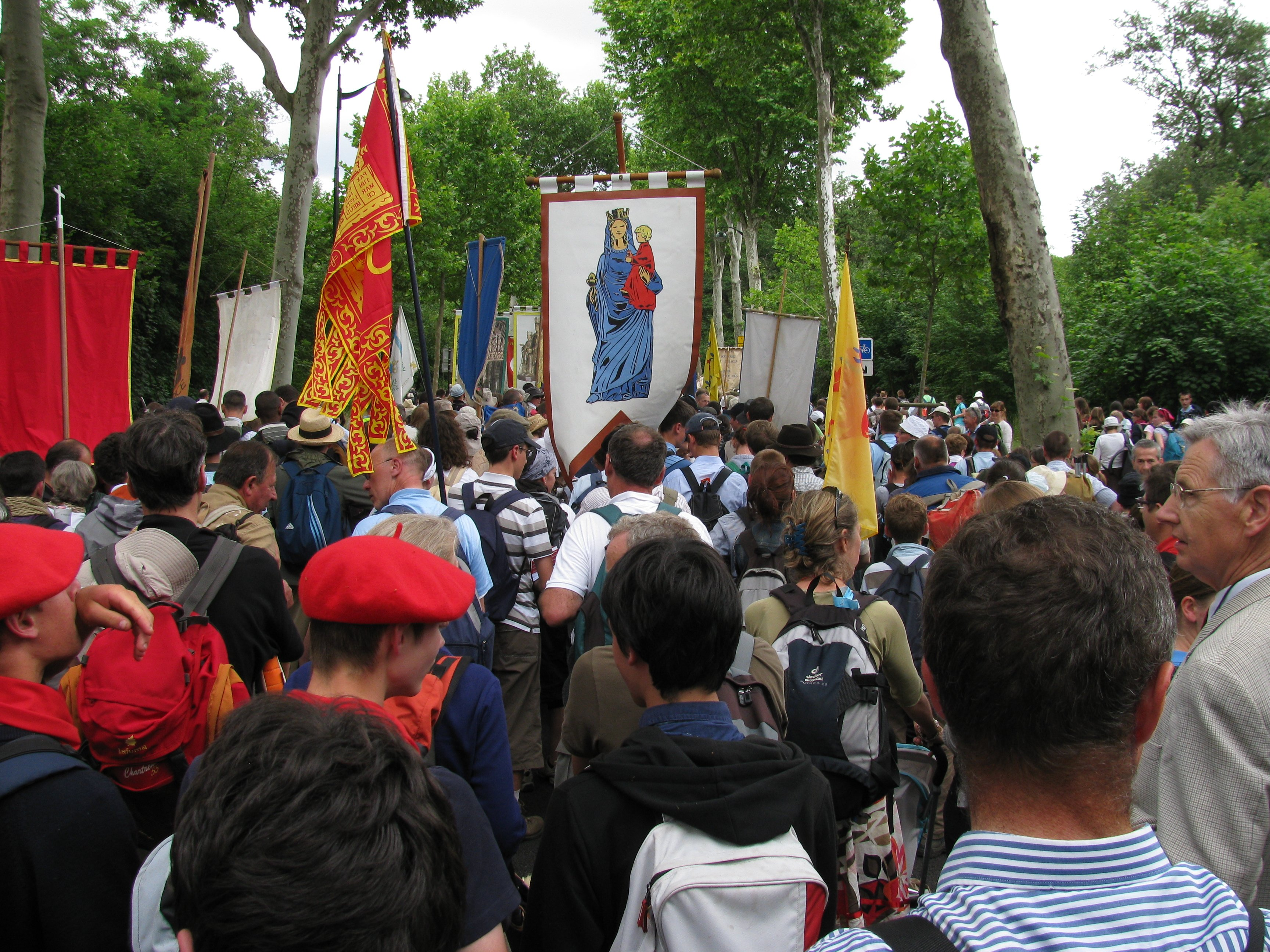
Le pèlerinage de Tradition, en 2011.

La crise des sacres illicites par Marcel Lefebvre va entraîner une scission à partir de 1989 : la Fraternité sacerdotale Saint-Pie-X, accompagnée de divers groupes traditionalistes, effectue le pèlerinage en même temps mais dans l'autre sens, de Chartres à Paris,. N'ayant pas le droit de rentrer dans les cathédrales, ceux-ci finissent le pèlerinage par une messe sur le parvis dans ses parages. Ce pèlerinage comptait près de 5 000 pèlerins en 2023. Il est organisé par une association différente, « Pèlerinage de Tradition ». Le nombre de participants augmentent proportionnellement à celui de fidèles participant au pèlerinage de Notre-Dame-de-Chrétienté. Il atteint 6 000 pèlerins en 2025 ce qui représente environ un tiers en moyenne chaque année des effectifs de Notre-Dame-de-Chrétienté soit un quart environ des effectifs totaux des pèlerins de Chartres. 